# 金比羅神社 (新上五島町有川郷)
金比羅神社（こんぴらじんじゃ）は、長崎県新上五島町有川郷上有川地区に鎮座する神社である。また、当社神域内に鎮座する大地主神社（おおとこぬしじんじゃ）についても記述する。

## 祭神
大己貴命、金山彦命を主祭神に祀る。

## 歴史
創建は宝暦4年（1754年）11月。その他の社記・縁起等は安政4年（1857年）の上有川大火において焼失したため不詳。

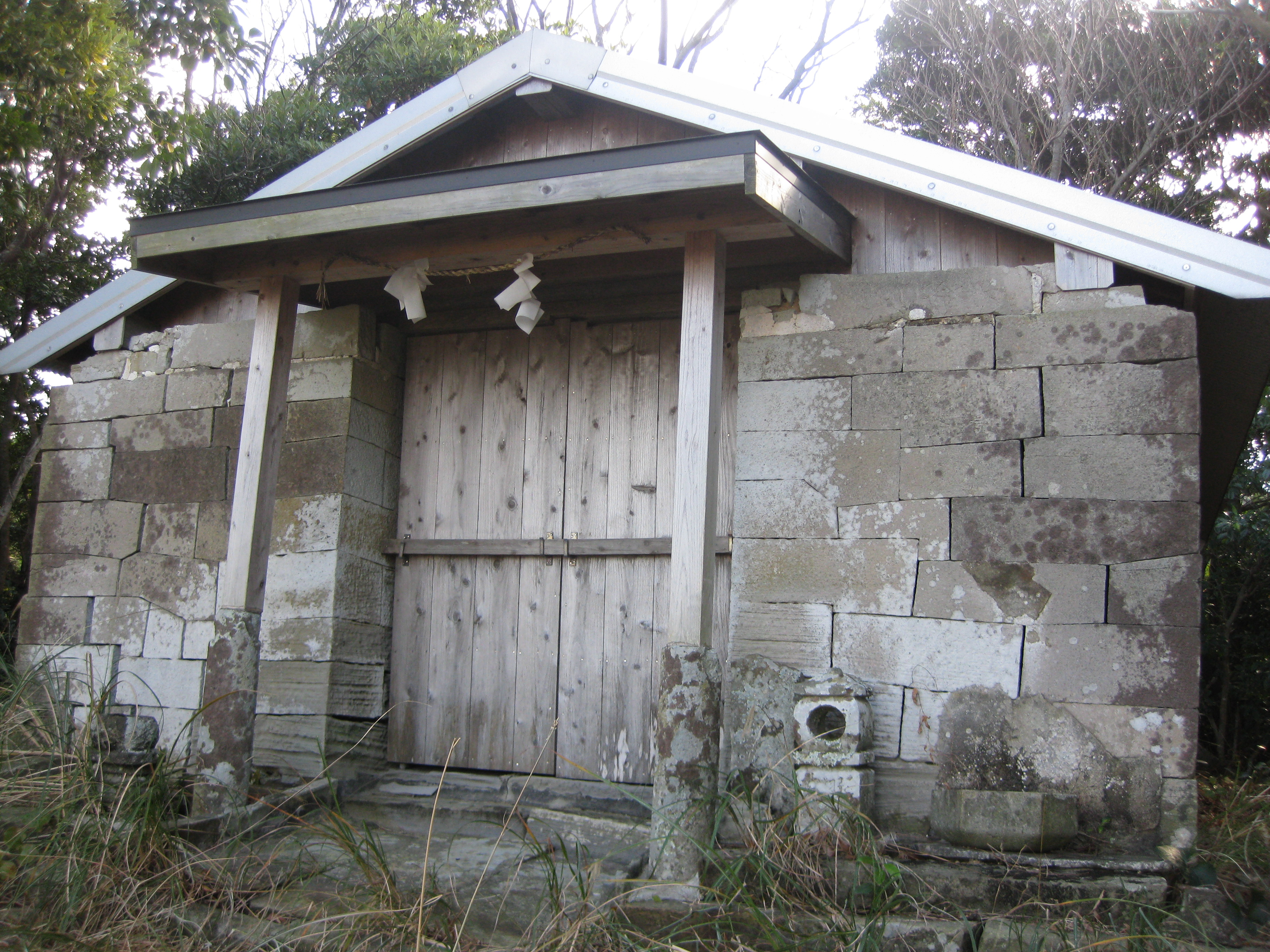
本殿

明治7年（1874年）5月、無格社に列せられる。
桜ヶ岳の西の支峰を神域とし、8合目付近に拝殿、頂上付近に本殿がある。また、大正期には鯨の顎骨を使用した鳥居が建立されていたことが、古写真などで確認できる。

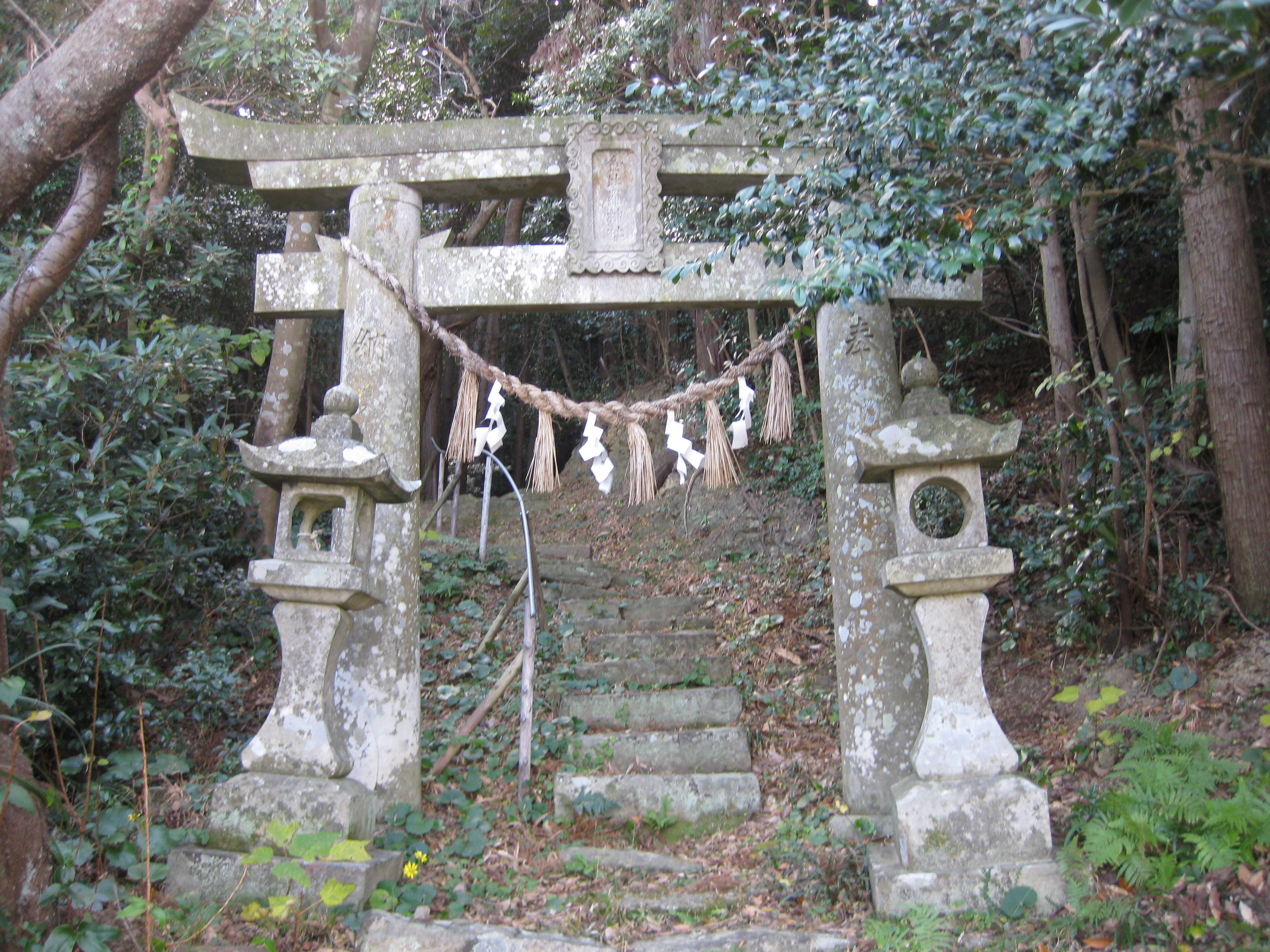
二の鳥居
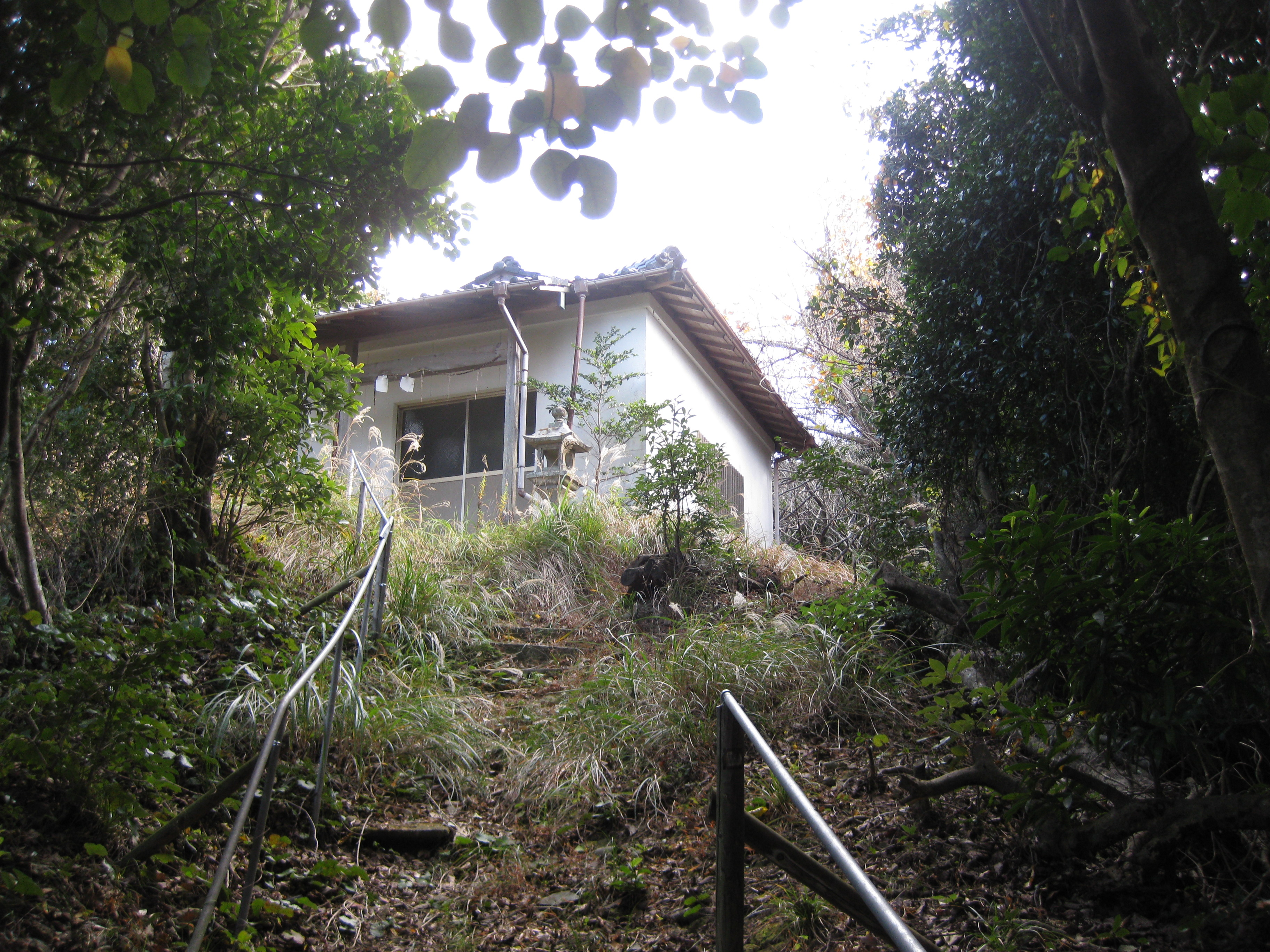
拝殿
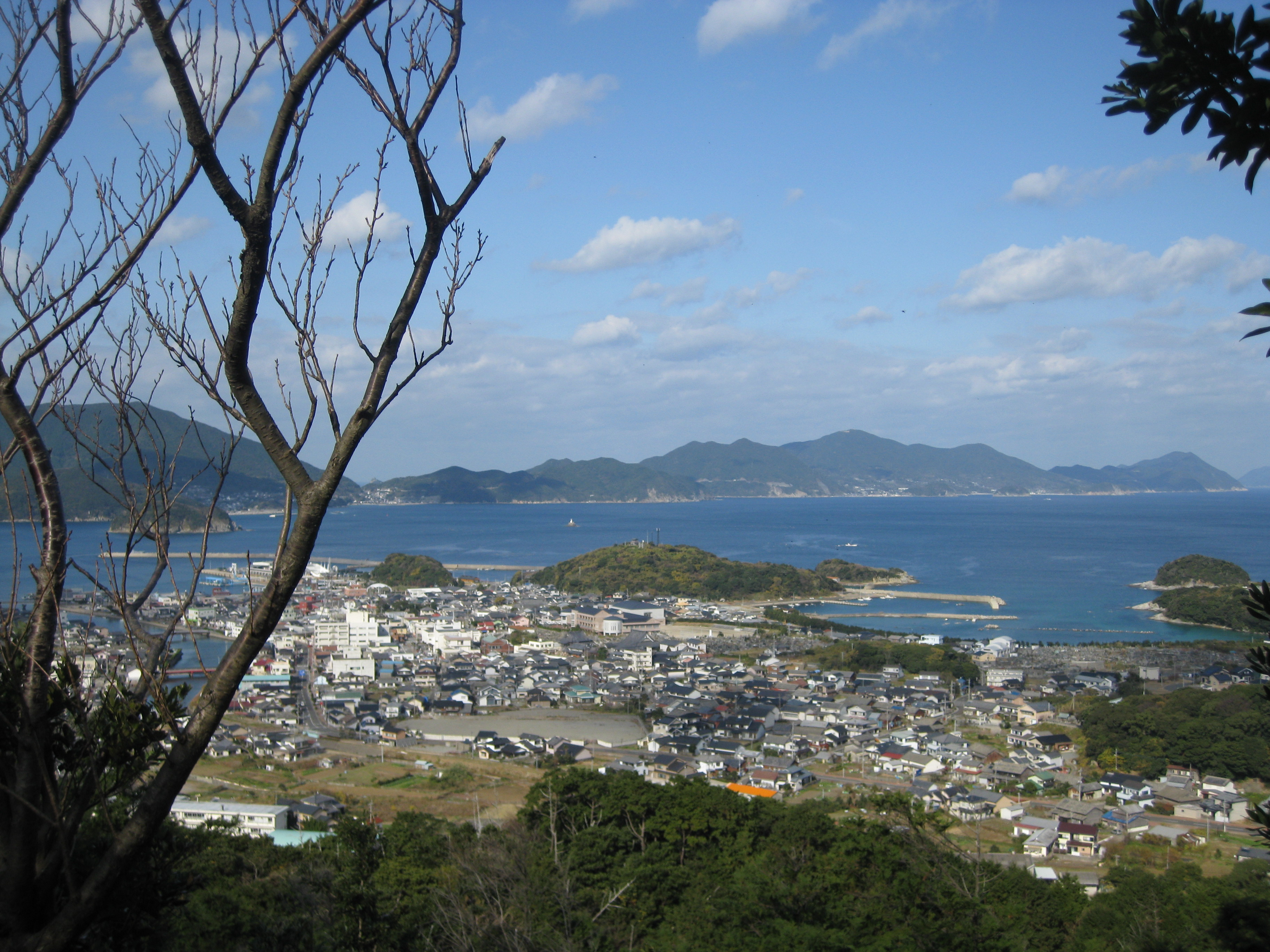
本殿からは有川の町が一望できる

## 祭祀
4月17日の例祭には有川神楽が奉納される。有川神楽は国の選択無形民俗文化財にも選択された五島神楽に含まれる。
主な祭礼・神事
- 例大祭（4月17日）

## 境内社
- 猿田彦神社

## 大地主神社

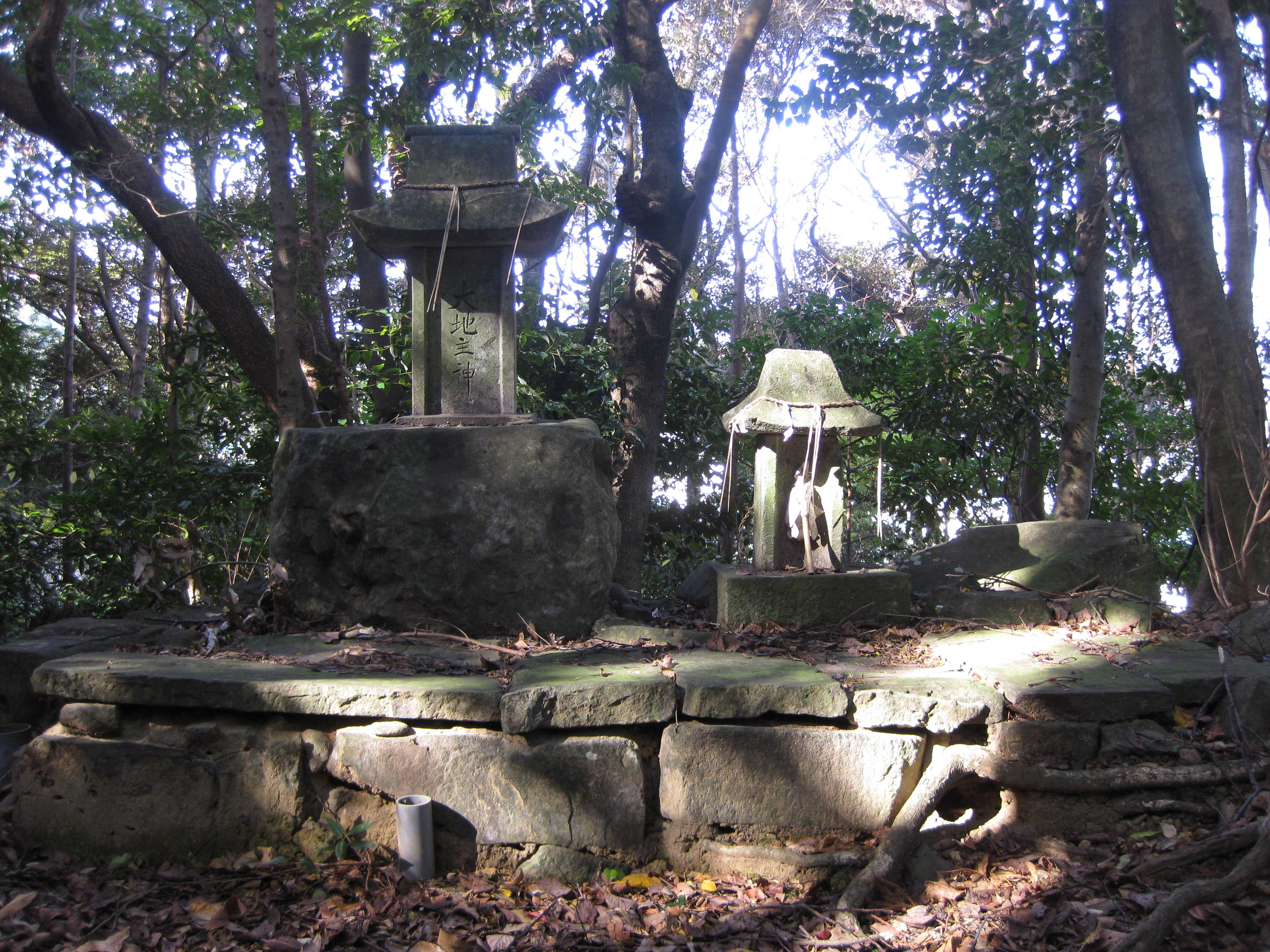
大地主神社

万治2年（1659年）から元禄3年の間の有川・魚目海境論争で、3度に渡る江戸公訴の資金を賄うにあたって、上有川・高崎地区の百姓たちは山から薪材を切り出し、これを宇久島の鯨組に売却して不足分の公訴資金に充当した。
この時に、百姓たちの安全を祈願して大地主神を勧請し、金比羅神社・三の鳥居から右上に上った場所に奉祀。現在では2基の石祠が祀られており、毎年2月17日の例祭の後には上有川・高崎両地区の役員が会合して、その年の山や畑の作物等に関する諸取り決めがなされている。
地区の住民からは「御岳様（ちょんたけさま）」と呼ばれており、「御岳」とは当社が鎮座する桜ヶ岳の古称であると伝えられている。

## その他の神社
その他の有川郷の神社に有川神社がある。

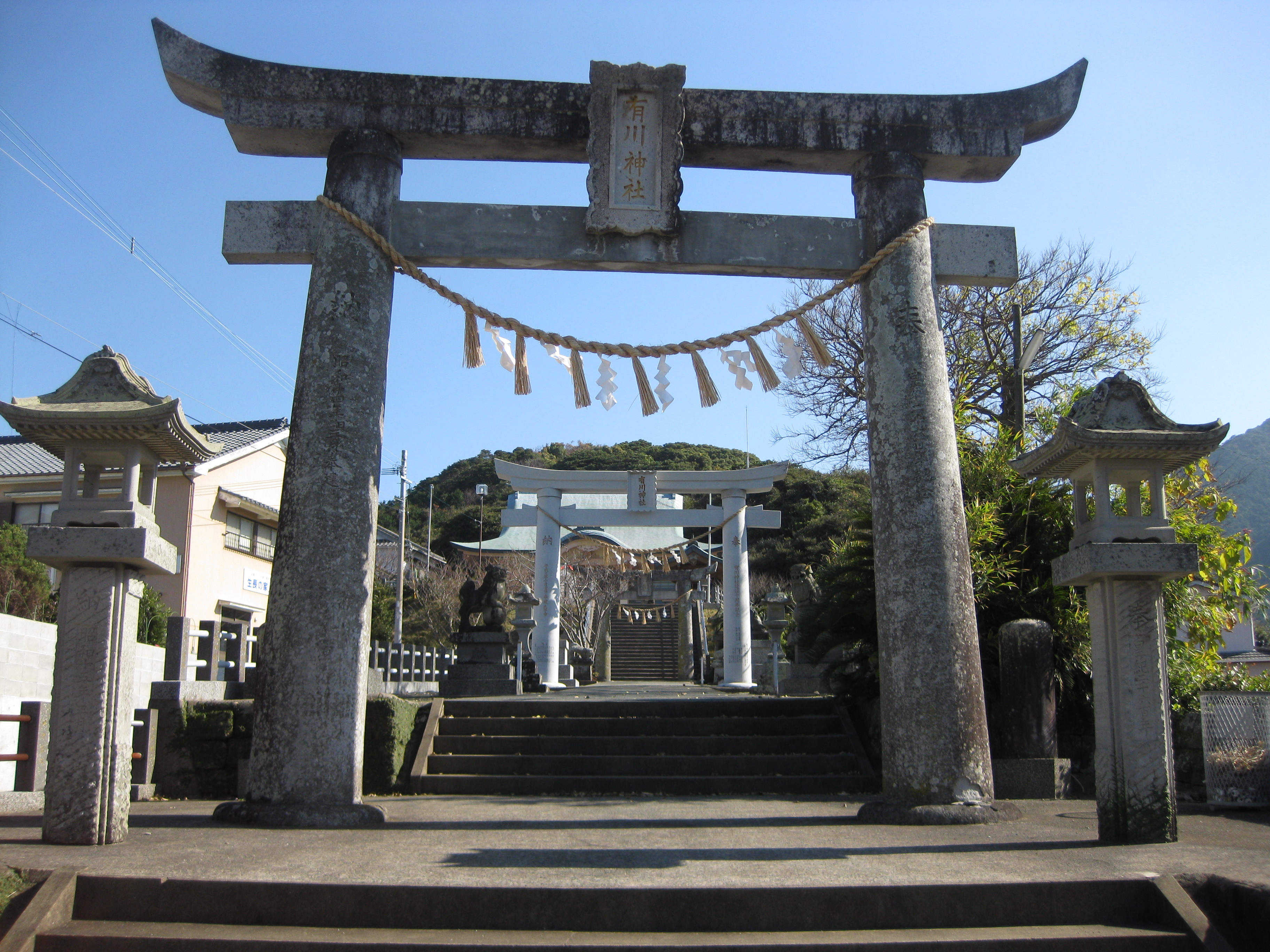
有川神社（有川郷）